# 马林斯 (南卡罗来纳州)
马林斯（英文：Mullins），是美国南卡罗来纳州下属的一座城市。城市类型是“City”。其面积大约为3.06平方英里（7.94平方公里）。根据2010年美国人口普查，该市有人口4,663人，人口密度约为每平方 英里1,521.87人（约合每平方公里587.62人）。